# Polycyathus muellerae
Polycyathus muellerae är en korallart som först beskrevs av Abel 1959.  Polycyathus muellerae ingår i släktet Polycyathus och familjen Caryophylliidae. Inga underarter finns listade i Catalogue of Life.